# コッガラ空港
コッガラ空港（コッガラくうこう、シンハラ語: කොග්ගල ගුවන්තොටුපළ、英語: Koggala Airport）はスリランカ南部州ゴール県コッガラにある空港。

## 概要
ゴール県の県都ゴールを担当する空港であり、ゴール市の南方14km、コッガラ湖のほとりにある。
当初、イギリス空軍コッガラ空軍基地として開設され、現在はスリランカ空軍基地との共用となっている、軍民共用空港である。

## 就航路線
| 航空会社       | 就航地                                   |
| -------------- | ---------------------------------------- |
| フィッツ・エア | ラトゥマラナ空港 (チャーター)            |
| シナモン・エア | バンダラナイケ国際空港                   |
| Simplifly      | バンダラナイケ国際空港、ラトゥマラナ空港 |